# Koștove, Domanivka
Koștove (în ucraineană Коштове) este un sat în comuna Zelenîi Iar din raionul Domanivka, regiunea Mîkolaiiv, Ucraina.

## Demografie
Componența lingvistică a localității Koștove
     Ucraineană (95,65%)
     Rusă (3,04%)
     Alte limbi (0,87%)
Conform recensământului din 2001, majoritatea populației localității Koștove era vorbitoare de ucraineană (95,65%), existând în minoritate și vorbitori de rusă (3,04%).